# Otro-Ford
Otro-Ford (spanisch für „anderer Ford“) war ein spanischer Hersteller von Automobilen.

## Unternehmensgeschichte
Das Unternehmen der Brüder de Vizcaya begann 1922 in Barcelona mit der Produktion von Automobilen. 1924 endete die Produktion.

## Fahrzeuge
Das Unternehmen stellte Fahrzeuge her, die auf dem Ford Modell T basierten, der seit 1920 von Ford in Cádiz montiert wurde. Die Fahrzeuge verfügten über einen Vierzylindermotor.